# Quivisianthe papinae
Quivisianthe papinae là một loài thực vật có hoa trong họ Meliaceae. Loài này được Baill. miêu tả khoa học đầu tiên năm 1893.